# Televisão na Chéquia
A televisão na República Checa foi introduzida em 1953, quando o país ainda era parte da antiga Checoslováquia. Projetos experimentais com DVB-T começaram em 2000. Finalmente em 21 de Outubro de 2005, o multiplex A (DVB-T) foi lançado com canais da Česká television e um da TV Nova e canais de rádio de Český rozhlas .
Em 12 de abril de 2006, seis licenças de televisão digital terrestre foram concedidas a emissoras comerciais. Os destinatários das licenças foram: Z1, TV Pohoda, Regionální televizni agentura (RTA), Febio TV, TV Barrandov e Óčko. No entanto, devido a atrasos, alguns projetos perderam investidores e não começarão (por exemplo, Fabio, Pohoda) ou foram cancelados. A Z1 forneceu um serviço de notícias de 2008 a janeiro de 2011, quando cessou a transmissão. Óčko oferece um serviço de música. TV Barrandov fornece serviços gerais de programação.
A República Tcheca foi o primeiro país da Europa Central e Oriental a iniciar a extinção das transmissões analógicas, em novembro de 2011. O processo foi concluído quando os últimos transmissores analógicos no sudeste da Morávia e no norte da Morávia-Silésia foram fechados em 30 de junho de 2012.

## Marco da digitalização
Em Setembro de 2008, quando o multiplex A estava disponível em Praga, na região central da Boémia, nas áreas circundantes de Brno, Ostrava, Domažlice e Ústí nad Labem, deixe este multiplex com os seus 4 canais Česká televize. Todos os canais de televisão de Česká (ČT1, ČT2, ČT24 e ČT4) estão agora no multiplex 1 (com pode ser visto na Boémia (excepto algumas excepções), nas áreas circundantes de Brno e Ostrava). Multiplex A transform no multiplex 2 com as estações TV Prima, Prima Cool / TV R1, TV Barrandov, TV Nova e Nova Cinema. A capa é muito semelhante ao multiplex 1, exceto na parte sudeste da Bohemie. Multiplex B transformar para multiplex 3. Agora há transmissão "Public TV" (sua estação comercial), Z1 e até 31 de julho de 2009 Óčko. Em Praga há radiodifusão multiplex 3 em duas frequências. Em uma dessas frequências pode ver também Noe TV e Prima HDTV. O Multiplex 3 abrange apenas Praga, Brno, Ostrava, Plzeň e Ústí nad Labem. Este multiplex agora teve problema para encontrar estações confiáveis para transmitir. Há também multiplex 4, que é operado pela O2, mas há apenas transmissão ČT1 HD e Nova HDTV e coberto é apenas centro de Praga, centro de Plzeň, centro de Ostrava e centro de Brno.

## Crise televisiva checa
A "crise televisiva tcheca" ocorreu no final de 2000 e durou até o início de 2001 como uma batalha pelo controle do ČT, que incluiu interferência e acusações de censura. Durante a crise da televisão tcheca, os repórteres do ČT organizaram uma disputa industrial encenando um protesto e ocupando o estúdio de notícias, e rejeitaram as tentativas de Jana Bobošíková, o recém-nomeado chefe do departamento de notícias, de demiti-los. Eles foram apoiados em protesto por políticos como o então presidente Václav Havel e por celebridades tchecas, mas toda vez que tentavam transmitir seus noticiários, Jana Bobošíková e Jiří Hodač interceptavam a transmissão com uma leitura de tela de "falha técnica": "Um sinal não autorizado entrou neste transmissor. A transmissão será retomada em poucos minutos", ou com suas próprias transmissões de notícias com Bobošíková e uma equipe que ela contratou para "substituir" os funcionários que ela havia procurado encerrar. A crise televisiva tcheca terminou no início de 2001, após a saída do ČT de Hodač e Bobošíková, sob pressão dos manifestantes de rua e a pedido do Parlamento tcheco, que havia realizado uma sessão de emergência devido à crise.

## Canais mais vistos
O ATO mede as classificações de televisão na República Tcheca. Os canais com maior participação de acordo com as medições da ATO foram:
| Canal        | Audiência de dia inteiro, 15+ (abril de 2010) | Audiência de dia inteiro, 15+ (março de 2011) | Audiência de dia inteiro, 15+ (maio de 2014) |
| ------------ | --------------------------------------------- | --------------------------------------------- | -------------------------------------------- |
| TV Nova      | 31.08%                                        | 31.24%                                        | 23.36%                                       |
| TV Prima     | 16.92%                                        | 17.16%                                        | 14.26%                                       |
| ČT1          | 17.53%                                        | 15.91%                                        | 14.27%                                       |
| TV Barrandov | 5.38%                                         | 4.83%                                         | 4.88%                                        |
| ČT24         | 3.87%                                         | 4.60%                                         | 4.09%                                        |
| Nova Cinema  | 3.90%                                         | 4.19%                                         | 3.8%                                         |
| ČT4          | 2.00%                                         | 4.11%                                         | 7.6%                                         |
| Prima Cool   | 2.95%                                         | 3.74%                                         | 3.1%                                         |
| ČT2          | 3.63%                                         | 2.78%                                         | 3.95%                                        |
| Prima love   | -                                             | -                                             | 2.19%                                        |
| Nova Action  | -                                             | -                                             | 1.44%                                        |
| Nova 2       | -                                             | -                                             | 1.2%                                         |
| Nova Gold    | -                                             | -                                             | 1.18%                                        |
| Prima ZOOM   | -                                             | -                                             | 1.92%                                        |

| Canal        | Audiência de todo o dia, 15-54 (Março de 2011) |
| ------------ | ---------------------------------------------- |
| TV Nova      | 32.42%                                         |
| TV Prima     | 15.21%                                         |
| ČT1          | 13.56%                                         |
| Prima Cool   | 5.83%                                          |
| TV Barrandov | 5.03%                                          |
| Nova Cinema  | 4.92%                                          |
| ČT4          | 4.50%                                          |
| ČT24         | 2.89%                                          |
| ČT2          | 2.18%                                          |